# SEAT Córdoba WRC
El SEAT Córdoba WRC es un vehículo de rally basado en el SEAT Córdoba con homologación World Rally Car. Fue construido por SEAT para participar en el Campeonato del Mundo de Rally en el equipo oficial, el SEAT World Rally Team que es gestionado por su departamento deportivo, SEAT Sport. Debutó en el Rally de Finlandia de 1998 y participó desde ese año hasta 2000 con pilotos como Harri Rovanpera, Oriol Gómez, Piero Liatti, Didier Auriol y Toni Gardemeister. Nunca consiguió una victoria pero si tres podios: en Nueva Zelanda y Gran Bretaña de 1999 y en el Safari de 2000. Contó con tres evoluciones y su última participación oficial fue en el Rally de Gran Bretaña de 2000.
Tras su retirada del mundial el SEAT Córdoba WRC siguió apareciendo en pruebas del campeonato del mundo en manos de pilotos privados, pero sobre su destino fueron los campeonatos nacionales y regionales, principalmente de España, tanto en certámenes de asfalto como de tierra.

## Desarrollo
SEAT, que había participado en el campeonato del mundo de dos litros entre 1996 y 1998 donde consiguió tres títulos consecutivos con el Ibiza Kit Car, se animó a desarrollar un vehículo de la máxima categoría. Aunque, tanto la marca como el departamento de marketing, hubiese preferido desde un principio utilizar el Ibiza como base para el futuro World Rally Car, la reglamentación no permitía usar como base un vehículo de menos de cuatro metros de longitud por lo que la marca tuvo que recurrir al Seat Córdoba, un vehículo que si contaba con esa distancia. La elección, fue eso sí, sobre la variante de dos puertas y por tanto la más deportiva de toda la gama. El desarrollo del Córdoba WRC no fue fácil puesto que el vehículo era uno de los más largos, junto al Škoda Octavia WRC de todos los coches de la categoría y además era el que tenía una distancia entre ejes más limitada. El reparto de pesos era un inconveniente por los voladizos tan largos lo que desequilibraba el coche. El bloque motor partía del Volkswagen Golf de segunda generación, el mismo que se había utilizado en el Ibiza Kit Car aunque con el añadido de turbo, en consonancia con la reglamentación. El motor estaba situado sobre el eje delantero pero ligeramente por delante del mismo lo que influía en el comportamiento del coche en movimiento, con claro subviraje. En cuanto a la caja de cambios se situó de manera transversal respecto al motor, lo que no ayudó al reparto de pesos. El resto de elementos del coche fueron encargados a distintos proveedores externos: el motor a Dany Snobeck (un expiloto francés especializado en motores para coches de circuitos), el cambio a la empresa británica Hewland (que diseñó la carcasa, puesto que el piñonaje lo hizo la propia Seat), la caja de cambios y el esquema de transmisiones a Prodrive y los amortiguadores a los suecos Öhlins que montó unos con esquema McPherson en ambos ejes. El resultado no fue el esperado para los ingenieros:  Snobeck tuvo problemas para encontrar buena respuesta en el motor a regímenes bajos y medios y la gran asignatura pendiente del Córdoba fue el comportamiento subvirador, algo que se intentó solventar en las sucesivas evoluciones. En cuanto a los diferenciales Seat montó unos de tipo activos en el centro y delantero, mientras que el trasero fueron inicialmente mecánicos pero más tarde se cambiaron por uno también electrónico. Una de las cosas que la marca consiguió corregir fue la refrigeración, en un principio bastante deficiente debido a la posición forzada del turbo, que mejoró en la segunda evolución cuando el frontal del coche presentó una nueva línea estética.

## Características

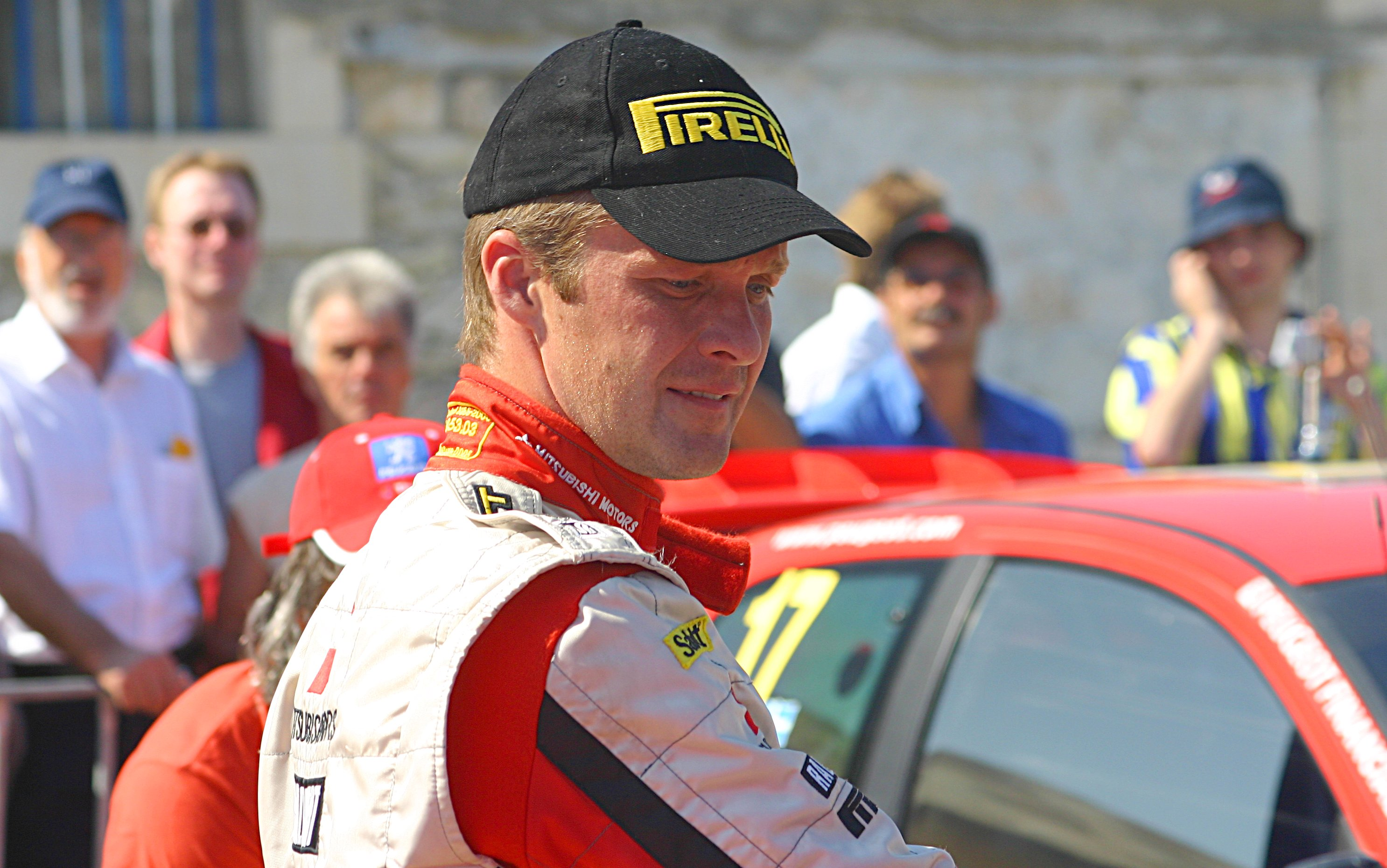
El piloto finés Harri Rovanperä fue el encargado, junto a Oriol Gómez, de hacer debutar el SEAT Córdoba WRC en el campeonato del mundo en 1998. Ese mismo dio al coche su primer podio.

El Córdoba WRC, al igual que sus coetáneos, contaba con un motor turboalimentado de 1995 cc, cuatro cilindros en línea y 16 válvulas que desarrollaba una potencia de 300 cv limitado por normativa a través de una brida en su turbo. Disponía, aunque no en su versión de serie, tracción a las cuatro ruedas y una caja de cambios secuencial de seis velocidades.

### Evoluciones
SEAT Córdoba WRC
La primera versión del Córdoba debutó en el Rally de Finlandia de 1998 y su mejor resultado fue un tercer puesto en Nueva Zelanda en 1999 de la mano de Toni Gardemeister. Esta primera versión no estuvo exenta de problemas de desarrollo debido a la falta de experiencia de SEAT en modelos de tracción integral y de los suministradores externos.
SEAT Córdoba WRC Evo2
La segunda evolución debutó justo un año después, en el Rally de Finlandia de 1999 y trató de resolver algunos de los problemas de fiabilidad de su primera versión especialmente su poca respuesta a bajas revoluciones. Para ello Garret le incorporó un turbo nuevo. Se trabajaron también en las suspensiones, en la aerodinámica, como la introducción de un alerón trasero nuevo, y la refrigeración y en el aspecto estético se le dotó de un nuevo frontal, acorde a la versión del modelo de calle. Con dos podios, Gran Bretaña 1999 y Safari 2000, fue la versión más exitosa de todas.
SEAT Córdoba WRC Evo3
La tercera y última evolución que contó el Córdoba WRC, debutó en el Rally de Finlandia de 2000 y su mejor resultado fue el sexto puesto que obtuvo Gardemeister en Australia ese mismo año. El coche presentó algunos cambios, principalmente estéticos como el nuevo frontal, pero también se le cambió todo el cableado interno.

## Competición

### Temporada 1998
En 1998 SEAT competía con el SEAT Ibiza GTi 16v con los pilotos Harri Rovanperä y Oriol Gómez. Una vez desarrollado el Córdoba WRC la marca lo hizo debutar en el Rally de Finlandia y posteriormente participaría en tres pruebas más: San Remo, Australia y Gran Bretaña. Los resultados fueron modestos, lejos del resto de World Rally Cars oficiales. El mejor puesto lo consiguió Rovanperä en la última cita donde fue sexto de la general, cuarto en el apartado de constructores, lo que le permitió a SEAT sumar su primer punto en el mundial de marcas.
| Año  | Equipo | Piloto          | MON | SWE | SAF | POR | ESP | COR | ARG | GRE | NZL | FIN | SRM | AUS | GBR | Posi. | Puntos | Posi. | Puntos | Notas |
| 1998 | SEAT   | Harri Rovanperä |     |     |     |     |     |     |     |     |     | 11  | Ret | 11  | 6   | 15º   | 3      | 5º    | 1      | [ 7 ] |
| 1998 | SEAT   | Oriol Gómez     |     |     |     |     |     |     |     |     |     | Ret |     |     |     | -     | 0      | 5º    | 1      | [ 7 ] |
| 1998 | SEAT   | Marc Duez       |     |     |     |     |     |     |     |     |     |     | 16  | Ret |     | -     | 0      | 5º    | 1      | [ 7 ] |

### Temporada 1999
| Año  | Equipo | Piloto            | MON | SWE | SAF | POR | ESP | COR | ARG | GRE | NZL | FIN | CHI | SRM | AUS | GBR | Posi. | Puntos | Posi. | Puntos | Notas |
| 1999 | SEAT   | Harri Rovanperä   | 7   | 16  | 6   | Ret | 14  | 13  | Ret | Ret | Ret | 5   | 5   | 16  | 6   | 3   | 9º    | 10     | 5º    | 23     | [ 8 ] |
| 1999 | SEAT   | Toni Gardemeister |     |     |     |     |     |     |     |     | 3   | 6   |     | Ret | 16  | Ret | 12º   | 6      | 5º    | 23     | [ 8 ] |
| 1999 | SEAT   | Piero Liatti      | 6   |     | Ret | Ret | 10  | 9   | Ret | Ret |     |     | Ret | Ret |     |     | 22º   | 1      | 5º    | 23     | [ 8 ] |
| 1999 | SEAT   | Marcus Grönholm   |     | Ret |     |     |     |     |     |     |     |     |     |     |     |     | 15º   | 5      | 5º    | 23     | [ 8 ] |
| 1999 | SEAT   | Gwyndaf Evans     |     |     |     |     |     |     |     |     |     |     |     |     |     | Ret | -     | 0      | 5º    | 23     | [ 8 ] |

### Temporada 2000
| Año  | Equipo | Piloto            | MON | SWE | SAF | POR | ESP | ARG | GRE | NZL | FIN | CHI | COR | SRM | AUS | GBR | Posi. | Puntos | Posi. | Puntos | Notas |
| 2000 | SEAT   | Didier Auriol     | Ret | 10  | 3   | 10  | 13  | Ret | Ret | Ret | 11  | Ret | 8   | 17  | 8   | 9   | 12º   | 4      | 5º    | 11     | [ 9 ] |
| 2000 | SEAT   | Toni Gardemeister | 4   | Ret | Ret | 9   | Ret | Ret | Ret | Ret | Ret | Ret | 11  | Ret | 6   | 12  | 14º   | 4      | 5º    | 11     | [ 9 ] |
| 2000 | SEAT   | Harri Rovanperä   |     | 12  |     |     |     |     |     |     |     |     |     |     |     | 10  |       |        | 5º    | 11     | [ 9 ] |
| 2000 | SEAT   | Gwyndaf Evans     |     |     |     |     |     |     |     |     |     |     |     |     |     | Ret |       |        | 5º    | 11     | [ 9 ] |

### Temporadas posteriores
El SEAT Córdoba WRC siguió apareciendo en el campeonato del mundo de manera muy puntual y en manos de pilotos privados con resultados modestos. En 2004 el rumano Dan Gartofan participó con una unidad en el Rally de Gran Bretaña donde abandonó de manera temprana por avería mecánica.  En el Rally Cataluña de 2005 el español Joan Ollé fue 37.º y en la misma prueba al año siguiente Jordi Zurita fue 33º.

## Palmarés

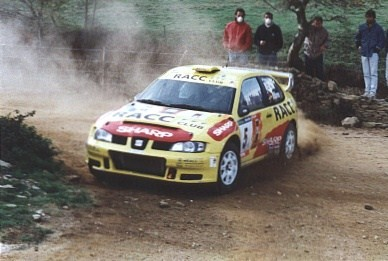
El SEAT Córdoba WRC tuvo especial presencia, tras su paso por el campeonato del mundo, en pruebas de España. En la imagen Dani Solá durante el Rally Cangas del Narcea de 2001.

El SEAT Córdoba WRC no triunfó en el campeonato del mundo de rally pero sí logró victorias en pruebas nacionales e internacionales de Bélgica, Alemania o Rumania pero especialmente en España. En el Campeonato de Europa de Rally el belga Renaud Verreydt ganó el Boucles de Spa de 2000, y el alemán Matthias Kahle ganó en 2000 el Int. ADMV Pneumant Rallye y el 33. AvD/STH Hunsrück Rallye. El rumano Constantin Aur ganó el Rally de Rumania de 2002, el alemán Matthias Kahle venció en el ADAC/PRS Havellandrallye Berlin-Brandenburg de 2000.
En 2001 Marc Blázquez fue Campeón de España de Rally de Tierra con este modelo, donde sumó varias victorias como en el Rally RACC Artesa de Segre. En este certamen también ganaron pruebas Pedro Diego en el Rally Ciudad de Zaragoza de 2000, Álex Crivillé en el Rally de Tierra de Ourense de 2006, Santiago Zuluaga el Rally de La Castaña y el Rally de Salamanca de 2004.
En el campeonato de asfalto Salvador Cañellas ganó el Rally Villa de Llanes de 2000, el Rally Caja Cantabria, Rally El Corte Inglés, el Rally Internacional de La Coruña y Rally de Ourense de 2001. 
En pruebas regionales de España Flavio Alonso ganó el Rally Maspalomas de 2002, Joaquim Camps Grau el Rally de Osona de 2002, Manuel Cabo el Rally de Torrelavega en 2007, Samuel Lemes el Rally Ciudad Puerto del Rosario de 2007 Gustavo Sosa el Rally Ayuntamiento de Pájara-Gesdemupa de 2006 Antonio Suárez el Rally San Miguel de Tao de 2004 Juan José Abia el Rally Ciudad de Ávila de 2004 Javier Arias el Rally Ciudad de León de 2004 Óliver Rodríguez Santos el Rally Isla de Lanzarote y el Rally Ciudad Puerto del Rosario de 2004 Santiago Zuluaga el Rally Rocafort de Vallbona y el Rally de Torrefeta y Florejacs de 2004 el Rally San Miguel de Tao de 2003, Rally de Antigua de 2003, y el Rally de Tierra Tenerife Sur-Arico de 2003, así como diversos pilotos lograron victorias y podios en otras pruebas como rallysprints y eslálones.

### Victorias Campeonato de Europa
| N.º | Año  | Rally                                | Piloto                | Copiloto             |        |
| --- | ---- | ------------------------------------ | --------------------- | -------------------- | ------ |
| 1   | 2000 | 43. Boucles de Spa Alphonse Delettre | Renaud Verreydt       | Jean-Francois Elst   |        |
| 2   | 2000 | 39. Int. ADMV Pneumant Rallye        | Matthias Kahle        | Dieter Schneppenheim |        |
| 3   | 2000 | 33. AvD/STH Hunsrück Rallye          | Matthias Kahle        | Dieter Schneppenheim |        |
| 4   | 2000 | 18º Rally Internacional de La Coruña | Salvador Cañellas jr. | Carlos del Barrio    | [ 26 ] |
| 5   | 2001 | 25. Rallye El Corte Inglés           | Salvador Cañellas jr. | Alberto Sanchís      | [ 41 ] |
| 6   | 2001 | 40. Int. ADMV Pneumant Rallye        | Matthias Kahle        | Dieter Schneppenheim | [ 42 ] |
| 7   | 2001 | 35. Romanian Rally                   | Constantin Aur        | Silvi Moraru         | [ 43 ] |
| 8   | 2001 | 38. ADAC 3-Städte Rallye             | Matthias Kahle        | Dieter Schneppenheim | [ 44 ] |
| 9   | 2003 | 37. Romanian Rally                   | Dan Girtofan          | Dorin Pupea          | [ 45 ] |

### Victorias Campeonato de España de Rally de Asfalto
| N.º | Año  | Rally                            | Piloto            | Copiloto          |  |
| --- | ---- | -------------------------------- | ----------------- | ----------------- |  |
| 1   | 2000 | Rally Villa de Llanes            | Salvador Cañellas | Carlos del Barrio |  |
| 2   | 2000 | Rally Internacional de La Coruña | Salvador Cañellas | Carlos del Barrio |  |
| 3   | 2001 | Rally El Corte Inglés            | Salvador Cañellas | Alberto Sanchís   |  |
| 4   | 2001 | Rally de Ourense                 | Salvador Cañellas | Alberto Sanchís   |  |
| 5   | 2001 | Rally Caja Cantabria             | Salvador Cañellas | Alberto Sanchís   |  |

### Victorias Campeonato de España de Rally de Tierra
| N.º | Año  | Rally                      | Piloto           | Copiloto          |        |
| --- | ---- | -------------------------- | ---------------- | ----------------- | ------ |
| 1   | 2000 | Rally Ciudad de Zaragoza   | Pedro Diego      | Carlos del Barrio |        |
| 2   | 2001 | Rally RACC Artesa de Segre | Marc Blázquez    | Jordi Mercader    |        |
| 3   | 2001 | 7º Rally de Lérida-RACC    | Marc Blázquez    | Jordi Mercader    | [ 46 ] |
| 4   | 2001 | Rally RAC de Navarra       | Marc Blázquez    | Jordi Mercader    | [ 47 ] |
| 5   | 2004 | Rally de La Castaña        | Santiago Zuluaga | Francisco López   |        |
| 6   | 2004 | Rally de Salamanca         | Santiago Zuluaga | Francisco López   |        |
| 7   | 2006 | Rally de Tierra de Orense  | Álex Crivillé    | Joaquim Muntada   |        |